# Église Saint-Médard de Clichy
Pour les articles homonymes, voir Église Saint-Médard.
L’église Saint-Médard de Clichy est d'une part l'un des éléments du patrimoine de Clichy, commune française de la région Île-de-France et d'autre part l'un des trois lieux de culte de la paroisse Saint-Vincent-de-Paul de Clichy, l'une des 78 paroisses des Hauts-de-Seine.

## Édifice

### Localisation
L'édifice est situé boulevard Jean-Jaurès, au départ de la rue du Landy qui se dirige vers Saint-Denis.

### Histoire
Les premiers documents citant l'église Saint-Médard remontent au XIIIe siècle. Cette église a été reconstruite vers 1525 puis, dans les années 1620 alors que le curé de la paroisse était saint Vincent de Paul.
Toutefois, lors de la construction au début du XXe siècle d'une nouvelle église contiguë dédiée à Saint Vincent de Paul, l'église Saint-Vincent-de-Paul de Clichy, dont la réalisation a été confiée à l'architecte Jacques-Paul Lequeux, l'église du XVIe siècle fut rendue à Saint Médard.
L'édifice a été restauré en totalité entre 2016 et 2018. A l'occasion de ces travaux, une relique de Vincent de Paul a été retrouvée en avril 2017,.

### Extérieur
Sur une structure au sol de croix latine, constituée d'une nef unique, l'édifice comprend une tour massive élevée sur un plan carré.

### Patrimoine culturel

#### Extérieur
L'édifice est inscrit à l'inventaire des monuments historiques depuis le 26 septembre 1969.

#### Intérieur
À l'intérieur de l'édifice, les objets suivants sont classés à l'inventaire des monuments historiques :
- deux vantaux (panneaux) : Dieu le Père bénissant, saint Médard ?, classés depuis le 30 septembre 1911[B 1] ;
- 24 bancs d'église, classés depuis le 5 novembre 1982[B 2] ;
- un fauteuil et un tabouret de pied, classés depuis le 5 novembre 1982[B 3].

Par ailleurs, l'inventaire général du patrimoine culturel cite :
- le mobilier[B 4] ;
- la chaire à prêcher[B 5] ;
- deux statues (grandeur nature) : anges versant et bénissant l'eau dans des coquilles de bénitier[B 6] ;
- une statue (figure colossale) : saint Vincent de Paul[B 7] ;
- une statue (grandeur nature) : saint Vincent de Paul recueille deux enfants[B 8] ;
- trois verrières figurées décoratives : épisodes de la vie de saint Vincent de Paul (baies 1, 2, 13) seraient l'œuvre du maître verrier François Fialeix[B 9] ;
- huit verrières (verrière figurée décorative, verrière décorative) : épisodes du nouveau testament, Sacré-Sacré-Cœur (baies 3 à 12)[B 10] ;
- une statue (grandeur nature) : Christ enfant[B 11] ;
- huit verrières (vitrail archéologique, verrière à personnages) : Dagobert et ses contemporains (baies 11 à 18)[B 12] ;
- neuf verrières figurées : épisodes de la vie de saint Vincent de Paul (baies 1 à 5 et 8 à 10) verrière (9)[B 13] ;
- la croix de sacristie : Christ en croix[B 14].

## Paroisse
Le territoire de Clichy est constitué de la seule paroisse Saint-Vincent-de-Paul regroupant trois lieux de culte : l'église Saint-Médard de Clichy, l'église contigüe Saint-Vincent-de-Paul qui lui est contiguë et l'église Notre-Dame-Auxiliatrice de Clichy.

### Dédicace
L'église est dédiée à saint Médard, né vers 456 et mort le 8 juin 545, qui fut évêque de Noyon.

### Liste des curés
Saint Vincent de Paul est curé de la paroisse de mai 1612 à 1625.
Jean-Baptiste-Marc Mireur est curé de la paroisse de 1804 à 1815. Il quitte la cure le 15 octobre 1815 pour l'église Saint-Gilles de Bourg-la-Reine où il est nommé. Il y meurt le 26 octobre 1817. Prêtre du diocèse de Digne, né le 25 avril 1751 en l'ancienne ville épiscopale de Riez (Basses-Alpes), il était auparavant curé de l'église Saint-Martin de Palaiseau. En 1801, il avait rouvert la chapelle de l'abbaye-aux-Bois et l'avait restaurée à ses frais et s'attendait à y être nommé curé. Ses prédications d'alors ne furent pas sans quelques retentissement, mais leur caractère politique ne fut pas universellement goûté. Là sans doute , faut-il chercher la cause de sa déception. On reconnut pourtant son mérite et on lui donna l'importante cure de l'église Saint-Ambroise de Paris où il fut installé officiellement le 20 novembre 1802, bien qu'il eût commencé depuis le 13 juin précédent. Le 11 septembre 1804, il était autorisé à permuter avec le curé de Clichy, ce qui n'était pas une promotion puisque cette paroisse était la paroisse la plus misérable du diocèse. En 1814, lors de l'invasion, Clichy fut occupé et pillé par les troupes alliées. En 1816, il reçut à titre de dédommagement de l'invasion étrangère la somme de 150 francs. À Saint-Ambroise, il eut pour vicaire l'ancien vicaire constitutionnel de Bourg-la-Reine, Bernard Coste (1730-1814) ou Costes, un ancien religieux cordelier ayant également prêté serment, et qui après avoir été vicaire de Bourg-la-Reine, desservit un oratoire situé au 48, rue de la Roquette. Il est nommé en 1802 curé de Villetaneuse où il meurt le 4 juillet 1814, âgé de 84 ans.

## Pour approfondir

### Bases Mérimée et Palissy du ministère de la Culture
1. ↑  « deux vantaux (panneaux) : Dieu le Père bénissant, saint Médard ? », notice no IM92000834.
2. ↑  « bancs de fidèles : bancs d'église (24) », notice no IM92000836.
3. ↑  « fauteuil, tabouret de pied », notice no IM92000837.
4. ↑  « Le mobilier de l'église paroissiale Saint-Médard, Saint-Vincent-de-Paul », notice no IM92000829.
5. ↑  « chaire à prêcher », notice no IM92000835.
6. ↑  « 2 statues (grandeur nature) : anges versant et bénissant l'eau dans des coquilles de bénitier », notice no IM92000841.
7. ↑  « statue (figure colossale) : saint Vincent de Paul », notice no IM92000838.
8. ↑  « statue (grandeur nature) : saint Vincent de Paul recueille deux enfants », notice no IM92000840.
9. ↑  « 3 verrière figurée décorative : épisodes de la vie de saint Vincent de Paul (baies 1, 2, 13) », notice no IM92000830.
10. ↑  « 8 verrières (verrière figurée décorative, verrière décorative) : épisodes du nouveau testament, Sacré-Coeur (baies 3 à 12) », notice no IM92000831.
11. ↑  « statue (grandeur nature) : Christ enfant », notice no IM92000859.
12. ↑  « 8 verrières (vitrail archéologique, verrière à personnages) : Dagobert et ses contemporains (baies 11 à 18) », notice no IM92000832.
13. ↑  « 9 verrières figurées : épisodes de la vie de saint Vincent de Paul (baies 1 à 5 et 8 à 10) », notice no IM92000833.
14. ↑  « croix de sacristie : Christ en croix », notice no IA00125142.

### Autres sources
1. ↑  L'histoire de la paroisse, sur le site de la Paroisse Saint Vincent de Paul de Clichy
2. ↑  Au nord de la ville, l’église « historique »… sur le site de la paroisse.
3. ↑  « Clichy : l’ossement de Saint-Vincent de Paul était sous le plancher de l’église », sur leparisien.fr, 5 mai 2017 (consulté le 6 mai 2017).
4. ↑  L’histoire de la paroisse sur le site de La paroisse Saint Vincent de Paul de Clichy.
5. ↑  « Eglise Saint-Médard (ancienne) », notice no PA00088097.
6. ↑  Église Saint-Médard sur le site de la mairie de Clichy.
7. ↑  Paul Pisani, L'Église de Paris et la Révolution, t. IV, p. 388-391.